# Armégrupp B
Armégrupp B (tyska: Heeresgruppe B) var namnet på tre olika tyska armégrupper under andra världskriget. 

## Västfronten 1940
Under Fall Gelb utförde Armégrupp B angreppet på Holland och Belgien.

### Organisation
- 18. Armén (Georg von Küchler)
- 6. Armén (Walter von Reichenau)

## Östfronten 1942
Under Operation Blå, sommaroffensiven mot Kaukasus 1942, delades Armégrupp Süd upp i Armégrupp A och Armégrupp B. Armégrupp A angrep söderut in i Kaukasus medan Armégrupp B ryckte fram mot Volga och Stalingrad. I februari 1943 slogs armégrupp B och armégrupp Don samman till den nya armégrupp Süd.

### Organisation
- Armégruppsreserv
  - 22. Panzer-Division
  - 1 (Rum) Arm.Div.
  - 294. Infanterie-Division
  - 382 Fld.Trg.Div.
  - 213. Sicherungs-Division
  - 403. Sicherungs-Division
  - 105 (Hung) Inf.Div.
  - 156 (Ital) Gar Div “Vincenza”
- 2. Armee
  - AOK Reserves: 
    - 27. Panzer-Division
    - 88. Infanterie-Division (part)

  - VII. Armeekorps
  - XIII. Armeekorps
  - LV. Armeekorps
- 2:a armén (Ungern)
  - Army Reserves: 
    - 1 (Hung) Arm.Div.

  - III (03) (Hung) Corps:
  - XXIV. Panzerkorps:
  - IV (04) (Hung) Corps:
  - VII (07) (Hung) Corps:
- Armata Italiana in Russia
  - Corpo d'Armata alpino
  - II Corpo d'Armata
  - XXXV Corpo d'Armata
  - XXIX. Armeekorps
- 3:e armén (Rumänien)
  - 7 (Rum) Cav.Div.
  - 15 (Rum) Inf.Div. (most)
  - I (01) (Rum) Corps:
  - II (02) (Rum) Corps:
  - V (05) (Rum) Corps:
  - IV (04) (Rum) Corps:
- 6. Armee
  - XI. Armeekorps:
  - VIII. Armeekorps:
  - XIV. Panzerkorps:
  - LI. Armeekorps:
- 4. Panzerarmee
  - AOK Reserves: 
    - 16. Infanterie-Division (mot)
    - 29. Infanterie-Division (mot)

  - IV (04) Armeekorps:
  - VI (06) (Rum) Corps:
  - VII (07) (Rum) Corps:

## Västfronten 1944
1943 sattes armégrupp B upp igen, denna gång för bemanna atlantvallen och att avvärja den kommande allierade invasionen av Europa.

### Organisation
Armégruppen strax efter invasionen:
- 15. Armee
- 7. Armee
- Armégruppsreserv
  - 2. Panzer-Division (delar av)
  - 116. Panzer-Division

## Befälhavare
Västfronten
- 12 oktober 1939 Fedor von Bock

Östfronten
- Augusti 1942 to februari 1943 Maximilian von Weichs

Norra Italien/Norra Frankrike
- 14 juli 1943 Erwin Rommel
- 19 juli 1944 Günther von Kluge
- 17 augusti 1944 Walter Model